# Pitcairnia flavescenta
Pitcairnia flavescenta är en gräsväxtart som beskrevs av Eizi Matuda. Pitcairnia flavescenta ingår i släktet Pitcairnia och familjen Bromeliaceae. Inga underarter finns listade i Catalogue of Life.